# Leyanis Pérez
Leyanis Pérez (née le 10 janvier 2002) est une athlète cubaine, spécialiste du triple saut.

## Biographie
Leyanis Pérez améliore ses records personnels en 2022 en réalisant 14,47 m en salle à Miramas le 4 février 2022, et 14,58 m en plein air le 22 mai 2022 à l'occasion de sa victoire aux Championnats ibéro-américains
de La Nucia, en Espagne. Elle termine au pied du podium des championnats du monde 2022 à Eugene, en améliorant son record personnel avec 14,70 m et en échouant à deux centimètres seulement de la médaille de bronze.
En mai 2023, elle s'impose lors du Meeting international Mohammed-VI à Rabat en établissant la marque de 14,84 m, nouveau record personnel.

## Palmarès
| Date | Compétition                              | Lieu                               | Résultat | Épreuve     | Marque  |
| ---- | ---------------------------------------- | ---------------------------------- | -------- | ----------- | ------- |
| 2019 | Championnats panaméricains juniors       | San José                           | 2e       | Triple saut | 13,21 m |
| 2022 | Championnats du monde en salle           | Belgrade                           | 11e      | Triple saut | 13,99 m |
| 2022 | Championnats ibéro-américains            | La Nucia                           | 1re      | Triple saut | 14,58 m |
| 2022 | Championnats du monde                    | Eugene                             | 4e       | Triple saut | 14,70 m |
| 2023 | Circuit mondial en salle de l'IAAF       | Circuit mondial en salle de l'IAAF | 2e       | Triple saut | détails |
| 2023 | Jeux d'Amérique centrale et des Caraïbes | San Salvador                       | 2e       | Longueur    | 6,65 m  |
| 2023 | Jeux d'Amérique centrale et des Caraïbes | San Salvador                       | 2e       | Triple saut | 14,98 m |
| 2023 | Championnats du monde                    | Budapest                           | 3e       | Triple saut | 14,96 m |
| 2023 | Jeux panaméricains                       | Santiago                           | 1re      | Triple saut | 14,75 m |
| 2024 | Championnats du monde en salle           | Glasgow                            | 2e       | Triple saut | 14,90 m |
| 2024 | Jeux olympiques                          | Paris                              | 5e       | Triple saut | 14,62 m |
| 2025 | Championnats du monde en salle           | Nankin                             | 1re      | Triple saut | 14,93 m |

## Records
| Épreuve     | Épreuve   | Marque  | Lieu         | Date            |
| ----------- | --------- | ------- | ------------ | --------------- |
| Triple saut | Plein air | 14,98 m | San Salvador | 5 juillet 2023  |
| Triple saut | En salle  | 14,65 m | Liévin       | 15 février 2023 |